# TOTEM

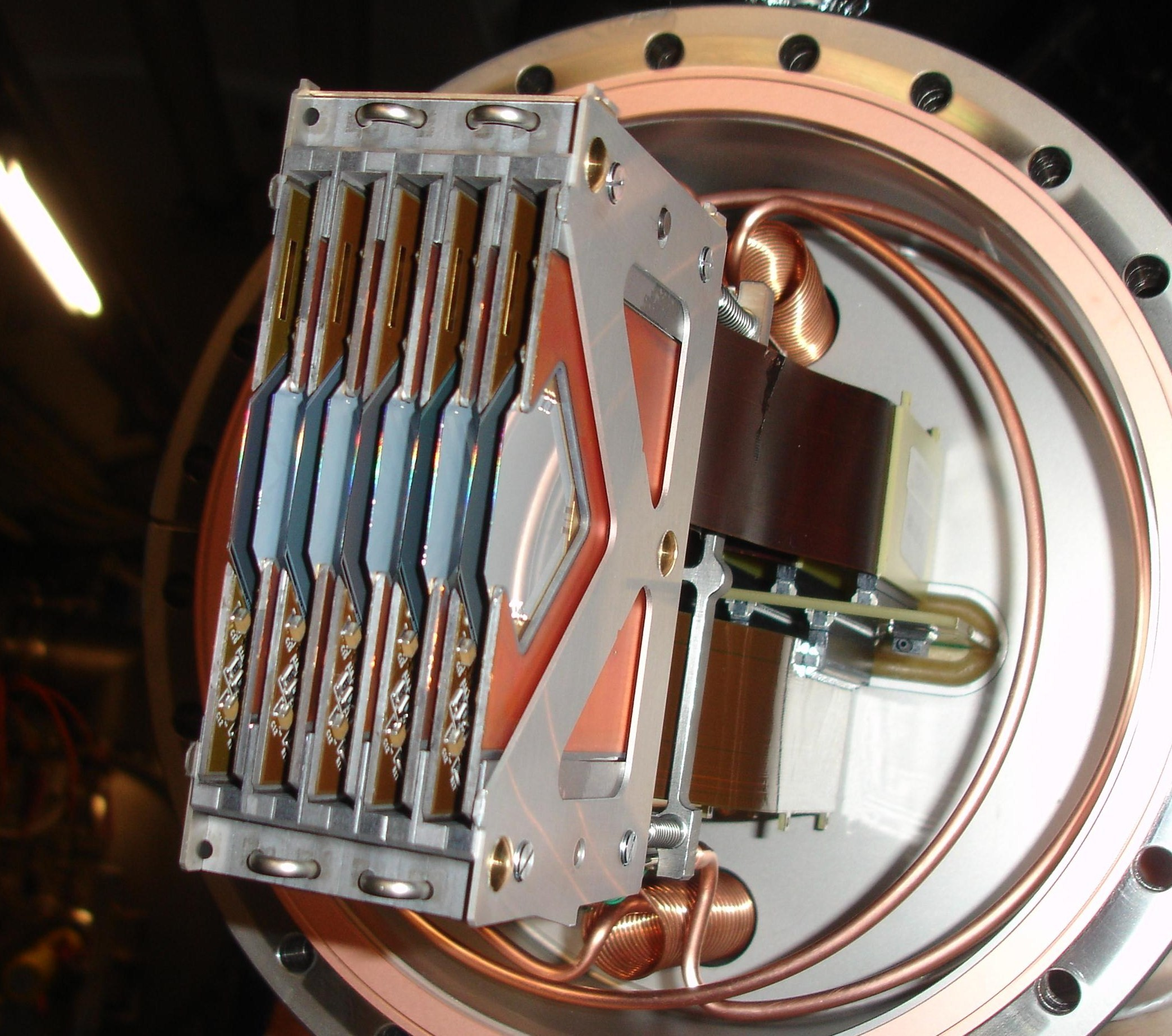
Детектор Roman pot

TOTEM (Total Cross Section, Elastic Scattering and Diffraction Dissociation) — одна из шести экспериментальных установок, сооружённых на Большом адронном коллайдере (БАК) в ЦЕРНе (CERN). Она находится на том же пересечении пучков IP5, что и Компактный мюонный соленоид (CMS) и предназначена для измерения полных сечений, упругих взаимодействий и дифракционных процессов. Назначение — изучение рассеяния частиц на малые углы, таких что происходит при близких пролётах без столкновений (так называемые несталкивающиеся частицы, forward particles), что позволяет точнее измерить размер протонов, а также контролировать светимость коллайдера.
- Размеры: ширина 5 м, высота 5 м, длина 440 м
- Вес: 20 тонн
- Размещение: Цесси, Франция

В БАК размещен по обе стороны CMS, по три детектора с каждой стороны: первый непосредственно возле CMS, второй на удалении 147 метров, третий — 220 метров.
Конструктивно состоит из трёх типов датчиков:
- Roman Pots — состоит из микропроводников, нанесённых на тонком слое силикона — для фиксирования протонов;
- катодно-стриповые камеры (англ. Cathode Strip Chambers) — для измерения пучков прямолетящих частиц, рождаемых во время разрушения протонов;
- GEM детектор — аналогично предыдущему.